# Depalpata mirabilis
Depalpata mirabilis är en fjärilsart som beskrevs av Rothschild 1919. Depalpata mirabilis ingår i släktet Depalpata och familjen nattflyn. Inga underarter finns listade i Catalogue of Life.